# Tetanolizyna
Tetanolizyna – toksyna produkowana przez Clostridium tetani obok tetanospazminy i fibrynolizyny. Działa litycznie na erytrocyty.
Tetanolizyna jest toksyną proteinową należącą do grupy cytolizyn, które wiążą się z błonami komórkowymi poprzez obecny w nich cholesterol, w efekcie czego w błonie tworzą się kanały, przez które do komórek mogą wpływać i wypływać w niekontrolowany sposób jony i związki chemiczne zaburzające metabolizm